# Spoorlijn 4 (Polen)

Locatie van spoorlijn 4

Spoorlijn 4 (in het Pools ook wel Centralna Magistrala Kolejowa genoemd, afgekort CMK) is een spoorlijn in Polen. De lijn heeft een lengte van 223 km en is gelegen tussen station Grodzisk Mazowiecki, ten zuidwesten van Warschau, en station Zawiercie, ten noordoosten van Katowice. De spoorlijn werd gerealiseerd in de periode 1971-1977 en heeft de kenmerken van een expreslijn.
Deze spoorlijn heeft vanaf 2015 een maximumsnelheid van 200 km/u en is uitgerust met de Europese treinbeveiliging ERTMS niveau 1. Na de herelektrificatie naar 25 kV wisselspanning en het opwaarderen naar ERTMS niveau 2 kan tot 250 km/u gereden worden en wordt deze spoorlijn een volwaardige hogesnelheidslijn.

## Traject

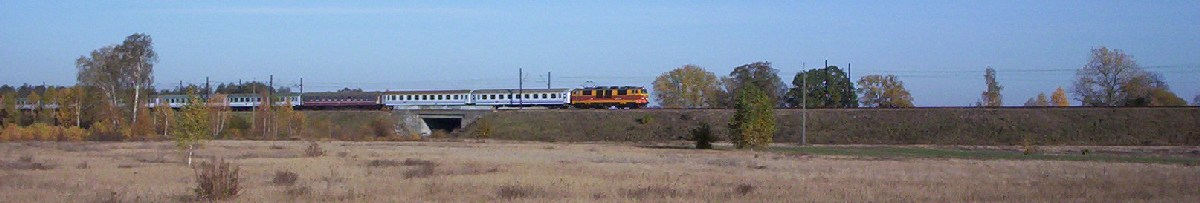
Bij het dorp Korytów

- 1,057 Grodzisk Mazowiecki
- 14,574 Korytów (gesloten)
- 23,542 Szeligi (gesloten)
- 57,381 Strzałki (gesloten)
- 80,608 Idzikowice (gesloten)
- 92,142 Opoczno Południowe
- 124,808 Olszamowice (gesloten)
- 154,390 Włoszczowa Północ
- 170,479 Psary (gesloten)
- 206,688 Góra Włodowska (gesloten)
- 224,050 Zawiercie

1: Grodzisk Mazowiecki ·
15: Korytów ·
24: Szeligi ·
57: Strzałki ·
81: Idzikowice ·
92: Opoczno Południe ·
125: Olszamowice ·
154: Włoszczowa Północ ·
170: Psary ·
207: Góra Włodowska ·
224: Zawiercie